# شلمنسر یکم
شلمنسر یکم(Shulmanu-asharidu) پادشاه آشور (۱۲۶۳–۱۲۳۳ پ. م) از دودمان امپراتوری آشور میانه بود. او جانشین پدرش ادد-نیراری یکم بود. او چندین بار به جنگ با آرامی‌ها در شمال میانرودان پرداخت و بخش‌هایی از کیلیکیه را به امپراتوری آشور افزود. او همچنین در مرزهای کاپادوکیه آبادی‌های آشوری پدید آورد.

## زندگی‌نامه

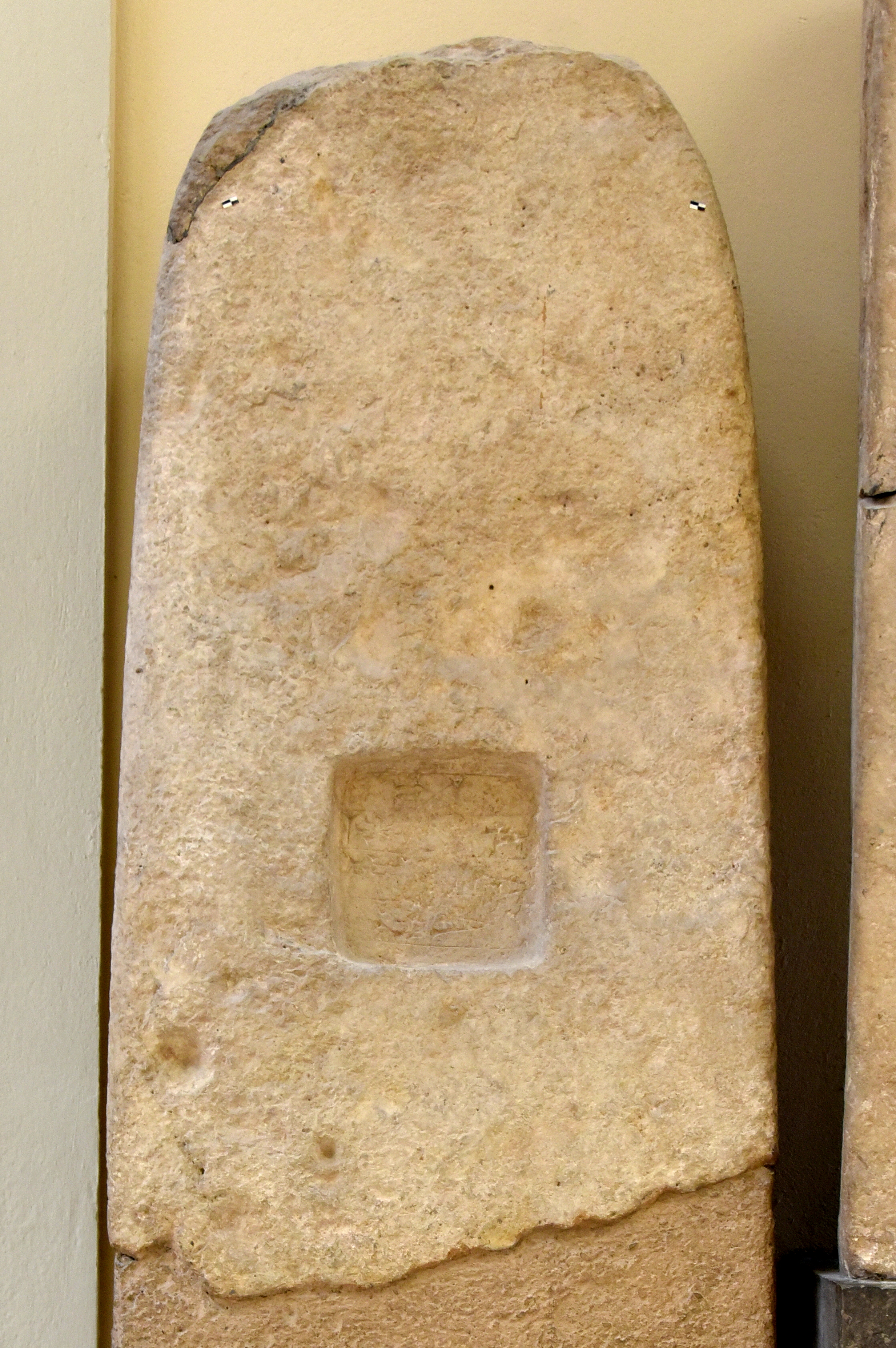
ستون شاه شلمنسر یکم، ١٢۶٣-١٢٣۴ پ. م. از آشور، عراق. موزه پرگامون

برپایه رخدادنگاری آشور او در نخستین سال پادشاهی‌اش هشت کشور را در شمال‌غربی آشور به دست آورد. دژ آرینو را ویران نمود و خاکش را به توبره کشید و با خود به آشور آورد. در دومین سال پادشاهی‌اش شات‌توارا پادشاه هانیگالبات (میتانی) را به همراه همپیمانان هیتی و اهلامویی‌اش شکست داد. او بازمانده پادشاهی میتانی را به مانند بخشی از خاک آشور درآورد. او همچنین ادعا کرده‌است که ۱۴٬۴۰۰ دشمن دربند خود را از یک چشم کور نموده‌است. او از نخستین پادشاهان آشوری است که دشمنانش را بیشتر تبعید می‌کرد تا آنکه بکشد.
خود شلمنسر یکم در کتیبه‌ای می‌گوید:
«شاتوآرا، پادشاه هانی، [و] سپاه هیتی و آهلامو همراه او را محاصره کردم. او گذرگاه‌ها و راه تأمین آب مرا قطع کرد. سپاه من بر اثر تشنگی و خستگی دلیرانه به درون صفوف سربازان آن‌ها پیشروی کرد و من با جدّیت جنگیدم و آن‌ها را شکست دادم. تعداد بیشماری را کشتم. از انبوهشان کاستم، و ۱۴٬۴۰۰ تن از آن‌ها را برانداختم و زنده به اسارت گرفتم. ۹ قلعه-ی نظامی و پایتختش را تسخیر کردم. سپاه هیتی و آهلامی، متحدینش را، مثل گوسفند سلاخی کردم».
او همچنین همچون پدرش، به کارکمیش واقع در سوریه حمله برد.
این فتوحات و فتوحات بعدی آشور، تهدیدی تقریباً دائمی، نه تنها برای قدرت‌های بزرگی چون مصر و هیتی، بلکه برای پایداری و ثبات بسیاری از پادشاهی‌های کوچک منطقه، از جمله اسرائیل و یهودیه نیز بود.
او سراسر سرزمین‌های میان تایته تا اریدو را به دست آورد. او کاخ‌های آشور و نینوا را ساخت و نیایشگاه جهانی آشور را بازسازی نمود. او همچنین شهر کالح (نمرود) را ساخت. پس از او پسرش توکولتی-نینورتای یکم به جانشینی‌اش رسید.

## جستارهای ویژه
- آشور
- شاهان آشور
- فهرست پادشاهان آشور